# Juan Dò

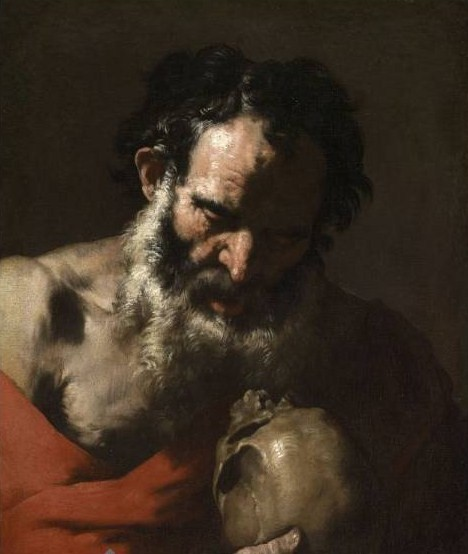
Atribuido al Maestro del Anuncio a los Pastores: San Jerónimo meditando con una calavera, Whitfield Fine Arts Gallery, Londres.

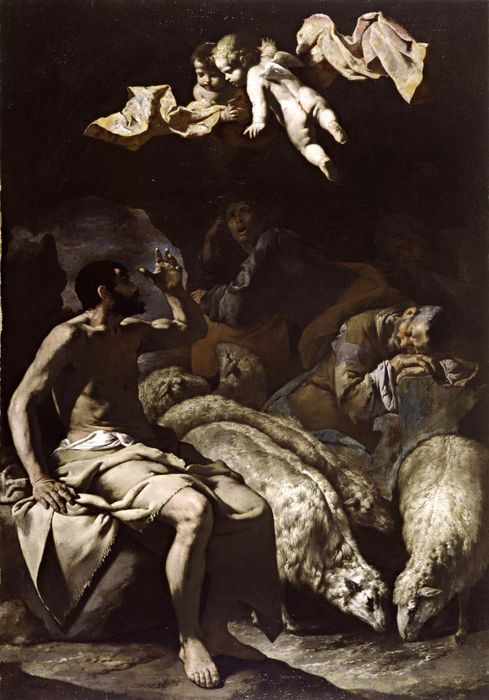
Atribuido al Maestro del Anuncio a los Pastores: Anuncio a los pastores, Birmingham Museum of Art.

Juan Do o Giovanni Dò (Játiva, 1601-Nápoles, 1656) fue un pintor de español establecido en Nápoles, al que se ha propuesto identificar con el anónimo Maestro del Anuncio a los Pastores, un pintor enigmático y de apreciable calidad en la órbita de José de Ribera.

## Biografía
Hijo de Joan Do, mercader de origen desconocido, y de Esperança Chert, fue bautizado en la colegiata de Játiva el 8 de agosto de 1601. El 29 de octubre de 1616, junto con su maestro Jerónimo Rodríguez de Espinosa y el más famoso hijo de este, Jerónimo Jacinto Espinosa, se inscribió en el Colegio de Pintores de Valencia, institución gremial promovida por Francisco Ribalta. Según dicho registro, la matrícula se haría efectiva cuando completase los cinco años que le restaban por cumplir en el taller de su maestro y pagase los derechos de examen por ser de «reyne strany».
Se trasladó a Nápoles a comienzos de 1623 o algo antes, pues en la documentación previa al matrimonio, contraído en abril de 1626, decía llevar tres años en la ciudad. La novia, Grazia de Rosa, era hermana del pintor Pacecco de Rosa, siendo testigos del enlace matrimonial Battistello Caracciolo y José de Ribera. Falleció en octubre de 1656, en la terrible peste que asoló Nápoles, junto con parte su familia.
Bernardo de' Dominici le tenía por discípulo de Ribera y copista de sus obras con tal maestría que sus pinturas podían creerse de mano del Spagnoletto, especialmente las medias figuras de filósofos y de San Jerónimo, pues en el manejo del color y en la aplicación del empaste —decía– eran enteramente iguales. Además le atribuyó una Adoración de los pastores en la iglesia de la Piedad dei Turchini, ahora en el Museo de Capodimonte que, hasta la aparición de dos pinturas firmadas, era la única que se le podía atribuir con cierta seguridad.

## Obras autógrafas
En el curso de trabajos de limpieza y restauración se han localizado, después de 2009, dos pinturas firmadas por Juan Do que, si bien confirman la estrecha relación con Ribera, alejan la posibilidad de identificarlo con el llamado Maestro del Anuncio a los Pastores. El primero de ellos es un Martirio de san Lorenzo localizado en el retablo de la capilla de Jesús Nazareno de la catedral de Granada, copia de un conocido original de Ribera, en el que tras una limpieza efectuada en 2009 se pudo leer la doble firma: abajo a la derecha y en cursiva «Jusepe de [Ri]b[er]a español / F [16]39», y en letras capitales, a la izquierda, «ivan/dò/f», posiblemente como reconocimiento por el copista de la autografía del cuadro original. Posteriormente se localizó la firma «ioane/do/f» en un trozo de papel colocado como señal en un libro abierto a los pies de san Antonio de Padua en la que es, por ahora, la única obra autógrafa original del pintor: la Virgen con el Niño entre san Joaquín, santa Ana y san Antonio de Padua de la iglesia de San Nicolás Magno en Santa Maria a Vico, en un marco clásico y con un tratamiento de la luz alejado del tenebrismo característico del Maestro del Anuncio a los Pastores.

## El Maestro del Anuncio a los Pastores
Giuseppe De Vito y Andrea G. Donati propusieron identificar a Juan Do con el artista conocido como Maestro del Anuncio a los Pastores, pintor anónimo en torno al que se han reunido una serie de obras de alta calidad dentro del círculo de Ribera. Junto a la influencia de Ribera, en la fase más naturalista, hacia 1612-1618, caracterizaría su pintura el interés por las figuras de animales, que podría deberse a una experiencia pictórica en Roma, tal vez al conocimiento de la obra de Tommaso Salini, a la vez que se observarían influencias de su formación en España. Sus obras son densas y oscuras, con colores grasos y granulosos, aunque en la década de 1630, como Ribera y Francesco Fracanzano, parece decantarse por colores más vivos y luminosos. Sus personajes suelen ser rudos pastores, figuras con una noble fuerza comunicativa.
La tesis, que hacía de Juan Do un pintor de primer nivel dentro del naturalismo napolitano, fue inicialmente bien acogida, si bien la ausencia de obras de segura atribución dejaba la cuestión abierta.

## Obras atribuidas al Maestro del Anuncio a los Pastores

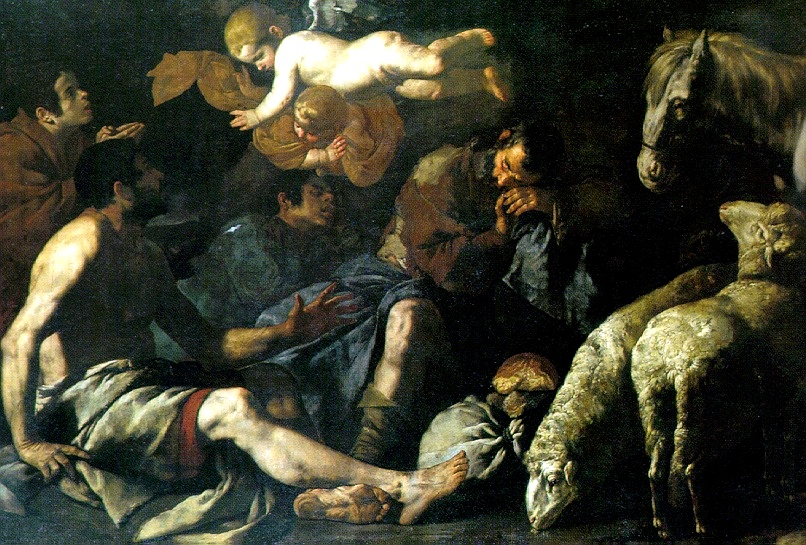
Atribuido al Maestro del Anuncio a los Pastores: Anuncio a los pastores, Museo di Capodimonte, Nápoles.

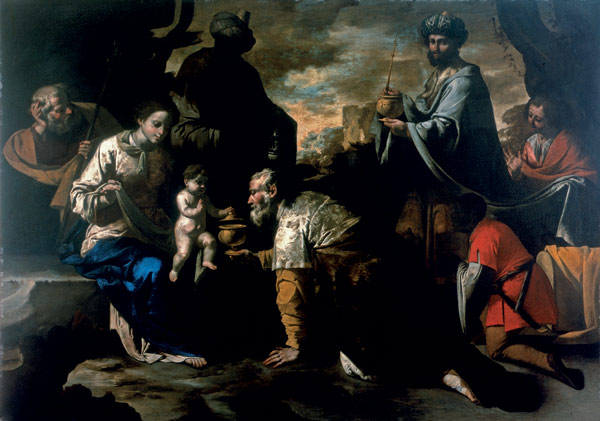
Atribuido al Maestro del Anuncio a los Pastores: Adoración de los Reyes Magos, Fundación Intesa Sanpaolo, Nápoles.

- Anunciación a los pastores (Birmingham Museum)
- San Jerónimo meditando con una calavera (Whitfield Fine Art, Londres)
- Regreso del hijo pródigo (Museo di Capodimonte, Nápoles)
- Filósofo meditando con una calavera (Colección Harrach, Viena)
- Adoración de los Reyes Magos (Colección Intesa Sanpaolo, Nápoles)
- Virgen con el Niño (Museo del Louvre, París)
- Maestro con su alumno (Musee des Beaux-Arts, Burdeos)
- El pintor en su estudio (Colección privada)
- San Francisco de Paula (Colección privada)
- Flagelación de Cristo (Museo del Louvre, París)
- Adoración de los pastores, (Museo de la Real Academia de Bellas Artes de San Fernando, Madrid)